# Tom Vandendriessche
Tom Vandendriessche (Leuven, 27 oktober 1978) is een Belgisch Vlaams-nationalistisch politicus voor het Vlaams Belang en voormalig zaakvoerder en politiek analist. Sinds 2 juli 2019 zetelt hij in het Europees Parlement.

## Biografie
Vandendriessche is van opleiding licentiaat in de politieke wetenschappen en Master of Science in de bedrijfseconomie aan de Universiteit Gent. Tijdens zijn middelbareschooltijd was hij voorzitter van het Brugse NJSV. Van 2001 tot 2004 was hij tevens preses van het Gentse KVHV.
In 2000 was Vandendriessche betrokken bij een incident tussen een groep Vlaams Blok-aanhangers (waaronder Tanguy Veys) en linkse militanten in de Gentse studentenbuurt, waarbij Vandendriessche een linkse militant enkele schoppen gaf nadat Veys hem van een trap zou hebben gesleurd. In eerste aanleg werden Vandendriessche en Veys veroordeeld tot respectievelijk één en twee maand(en) effectieve celstraf en beiden een geldboete van 15.000 Belgische frank voor het toedienen van slagen en verwondingen. Het hof van beroep heeft beiden later een opschorting van straf gegeven. Wel moest Vandendriessche een scheur in een jas vergoeden.
In 2005 werd hij management trainee bij Katoen Natie en in 2006 bedrijfsprocesingenieur bij het MOD-departement Bestuurszaken van de Vlaamse overheid. In 2008 nam hij een job aan als stafmedewerker kwaliteitszorg bij de Hogeschool Gent tot hij die in 2009 ruilde als business analist bij Kind en Gezin. In 2013 werd hij intern auditor bij Audio, een organisatie die interne audits uitvoert bij lokale besturen in Vlaanderen, tot hij deze post opzegde in 2014 opzegde om extern auditor te worden bij het Agentschap Audit Vlaanderen. Daarnaast was hij van 2014 tot 2016 zaakvoerder van de onderneming verwarmslimmer.be, die in 2015 bij UNIZO Oost-Vlaanderen de prijs van startende onderneming van het jaar won.

## Politieke loopbaan
In 2016 werd Vandendriessche medewerker bij de fractie van Europa van Naties en Vrijheid in het Europees Parlement, waartoe het Vlaams Belang behoorde, en hij werd er in 2018 woordvoerder en persattaché. Daarnaast publiceerde hij tussen 2016 en 2017 politieke analyses op de rechts-conservatieve website SCEPTR.
Bij de Europese verkiezingen van mei 2019 stond hij als eerste opvolger op de VB-lijst en behaalde bijna 69.000 voorkeurstemmen. Omdat verkozene Patsy Vatlet haar mandaat als Europees Parlementslid niet opnam, volgde Vandendriessche haar begin juli 2019 op. Samen met Gerolf Annemans en Filip De Man zetelde hij van 2019 tot 2024 in de Europese fractie Identiteit en Democratie (ID), deze werd op 13 juni 2019 ingesteld als opvolger van de fractie Europa van Naties en Vrijheid. Als Europees Parlementslid ging Vandendriessche zetelen in de commissie Burgerlijke Vrijheden, Justitie en Binnenlandse Zaken.
Naast zijn mandaat als Europees parlementslid, is Vandendriessche sedert februari 2020 hoofd van de studiedienst van Vlaams Belang, waardoor hij eveneens in het partijbestuur zetelt. Hij wordt beschouwd als de belangrijkste raadgever van voorzitter Tom Van Grieken.
Het Europees Bureau voor Fraudebestrijding (OLAF) opende in 2024 een onderzoek tegen Vandendriessche naar mogelijk misbruik van Europese middelen, omdat hij Europese medewerkers zou hebben ingeschakeld om opdrachten voor zijn partij uit te voeren die niets met het Europees Parlement te maken hadden. In juli 2024 werd op basis van dat onderzoek een opsporingsonderzoek opgestart bij het federaal parket. Vandendriessche ontkende de aantijgingen en zijn partij zag er een rancuneuze daad in van een ex-medewerker.
Bij de Europese verkiezingen van juni 2024 was Tom Vandendriessche lijsttrekker voor zijn partij. Met 318.151 voorkeurstemmen werd hij verkozen voor een tweede termijn als Europees Parlementslid. Hij nam vervolgens met zijn partij zitting in de nieuw geïnstalleerd fractie van Patriotten voor Europa.
Bij de lokale verkiezingen van 2024 werd Vandendriessche als lijstduwer op de Vlaams Belang-lijst verkozen tot gemeenteraadslid in Brugge.

### Standpunten

#### Migratie
Vandendriessche staat bekend als een erg vocaal criticus van het EU-migratiebeleid en het Europese migratiepact dat moet dienen om illegale migratie tegen te gaan. Volgens hem had dit net tot doel om massamigratie net verder te vergemakkelijken door illegale in legale migratie te transformeren, waarbij hij het omstreden woord omvolking in de mond nam. In dat licht pleitte hij voor een harde aanpak van massamigratie en een Belgische terugtrekking uit het Europese asiel- en migratiebeleid.
Vandendriessche geldt tevens als een van de voorvechters van een 'Fort Europa', waarbij opvang in het land van herkomst of in asielcentra aan de Europese buitengrenzen plaatsvindt en illegale migratie een uitsluitingsgrond voor legaal verblijf vormt. Tevens kant hij zich tegen arbeidsmigratie, dat in zijn ogen massamigratie zou faciliteren. Om de demografische en economische uitdagingen zoals de krapte op de arbeidsmarkt het hoofd te bieden, zag hij de oplossingen in investeringen in opleiding, infrastructuur, technologie en innovatie enerzijds en een gezinsvriendelijk beleid anderzijds.

#### Cultuur
Vandendriessche geldt als een fervent aanhanger van het anti-wokediscours. Hij zag woke als een neomarxistische beweging via identiteitspolitiek het slachtofferschap en bijzondere rechten en privileges van bepaalde groepen in de samenleving zou trachten te beklemtonen ten koste van de meerderheidsbevolking en bepleitte als tegenreactie een herwaardering van Europees cultureel erfgoed, waarbij het hernoemen van christelijke en traditionele feesten of het uitbannen van traditionele symbolen als Sinterklaas actief aan banden werd gelegd.

## Publicaties
- Tom Vandendriessche,We komen eraan, 2024, Doorbraak